# Tubes de Cuvier

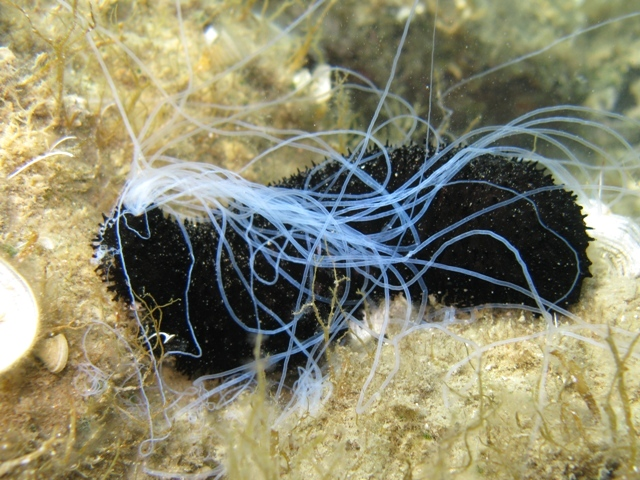
Holothuria forskali projetant ses tubes de Cuvier.

Les tubes de Cuvier sont des organes présents dans certaines holothuries (« concombres de mer »), qui peuvent servir à la défense par éjection.

## Description et principe
Ce sont des tubes blanchâtres - définis comme cæca en raison de leur extrémité distale aveugle - fixés à la base du poumon gauche, dans une cavité appelée la « Chambre de Cuvier », reliée au milieu extérieur par le cloaque (qui sert également d'orifice respiratoire). Il existe deux types de tubes de Cuvier en fonction de leurs caractéristiques : certains tubes peuvent être expulsés et devenir collants (chez les genres Holothuria, Pearsonothuria et Bohadschia avec un rôle de défense) tandis que d'autres ne le seront jamais (présents mais non fonctionnels dans le genre Actinopyga). L'espèce Pearsonothuria graeffei quant à elle semble n’éjecter ses tubes que très exceptionnellement, en ultime recours.
On ne trouve cet organe que chez les espèces de la famille des Holothuriidae : les tubes de Cuvier du genre Actinopyga ont une surface lobulée, tandis que ceux des genres Holothuria, Pearsonothuria et Bohadschia ont une surface lisse. 

## Principe de défense des tubes des genresHolothuria,Bohadschiaet plus marginalementPearsonothuria

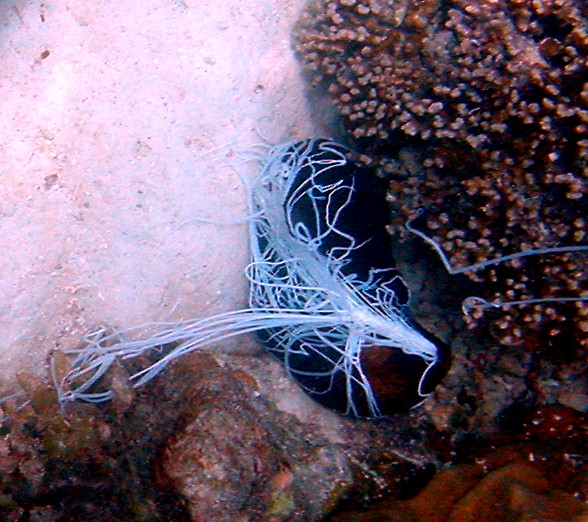
Tubes de Cuvier aux Seychelles.

Lorsqu’elles sont inquiétées, certaines holothuries appartenant toutes à la famille des Holothuriidae peuvent expulser ces filaments à travers leur orifice cloacal ; ceux-ci vont alors s'allonger et devenir collant au moindre contact avec une surface : lorsque l'animal est stressé, il dirige la partie postérieure de son corps vers la source de stimulation et se contracte, résultant en une surpression dans le corps de l'animal. Le cloaque possède une zone de faible résistance à la pression, et se déchire à la suite de la contraction de l'animal. Emportant avec lui quelques tubes de Cuvier, du liquide cœlomique s'écoule alors depuis la cavité cœlomique de l'animal vers le cloaque et le milieu extérieur. De l'eau provenant de l'arbre respiratoire s'introduit alors dans la lumière du tube de Cuvier, et provoque un allongement de plus de 20 à 30 fois sa longueur initiale. En moyenne une dizaine de tubes sont expulsés à chaque stimulation, ils forment un réseau dense de filaments qui deviendront collants au moindre contact avec une surface. Les filaments peuvent par exemple immobiliser un ennemi jusqu'à 30 heures — poisson ou crabe — ou peuvent causer des douleurs cutanées. Ils libèrent également dans l'eau des toxines appelées holothurines, toxiques pour la plupart des animaux marins. 
Ces organes aux propriétés complexes font l'objet de recherches dans le secteur médico-pharmaceutique. 

### Structure des tubes de Cuvier collants
La structure des tubes de Cuvier collants est relativement homogène dans ce groupe. Ils se composent, de l'intérieur vers l'extérieur d'un épithélium interne délimitant une lumière étroite, d'une épaisse couche de tissu conjonctif, de deux couches de muscles circulaires et longitudinaux, d'une fine couche de tissu conjonctif et d'un mésothélium. 
Ce dernier est responsable de l'adhérence du tube. Trois états peuvent être observés en fonction de l'étape du mécanisme d'allongement du tube. Les tubes encore présents à l'intérieur de l'animal sont appelés quiescents. Des tubes peuvent également être observés lorsqu'ils se sont allongés mais n'ayant touché aucune surface et enfin les tubes peuvent être observés attachés à une surface.
À l'état quiescent, le mésothélium est composé de deux types cellulaires : les cellules granulaires et les péritonéocytes ; les premières forment une couche plissée recouverte par les deuxièmes.
Suivant les espèces, les tubes sont plus ou moins nombreux, épais et longs.

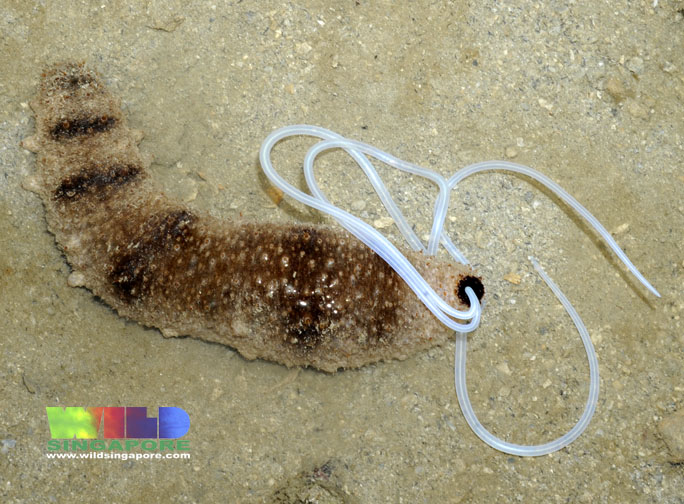
Une holothurie rose cendrée (Holothuria fuscocinerea) à Singapour.
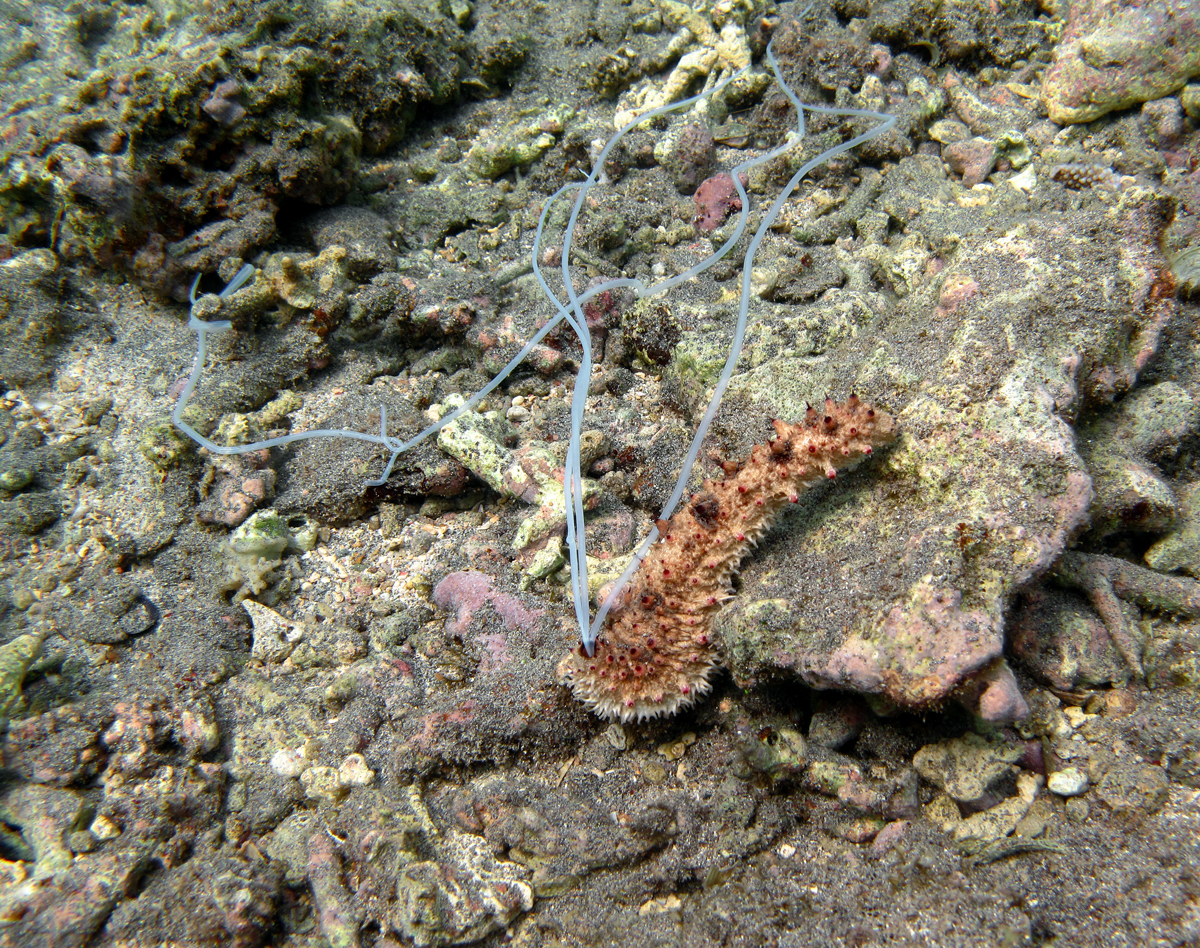
Une holothurie têtue (Holothuria pervicax) émettant ses tubes de Cuvier à La Réunion.
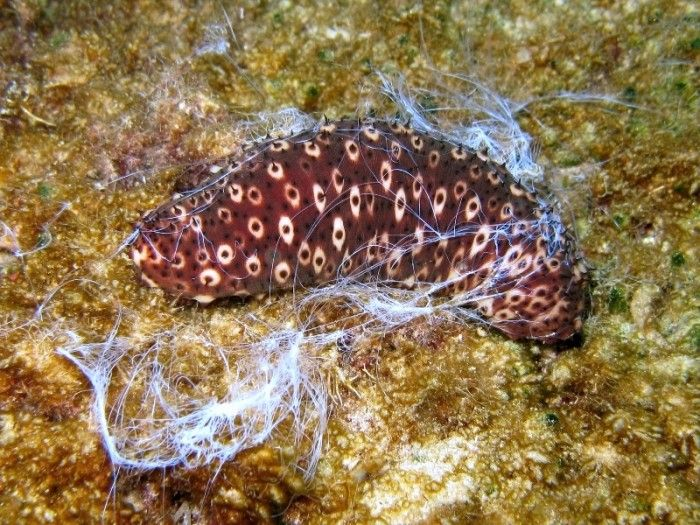
Un concombre cracheur marron (Holothuria sanctori) en Méditerranée.
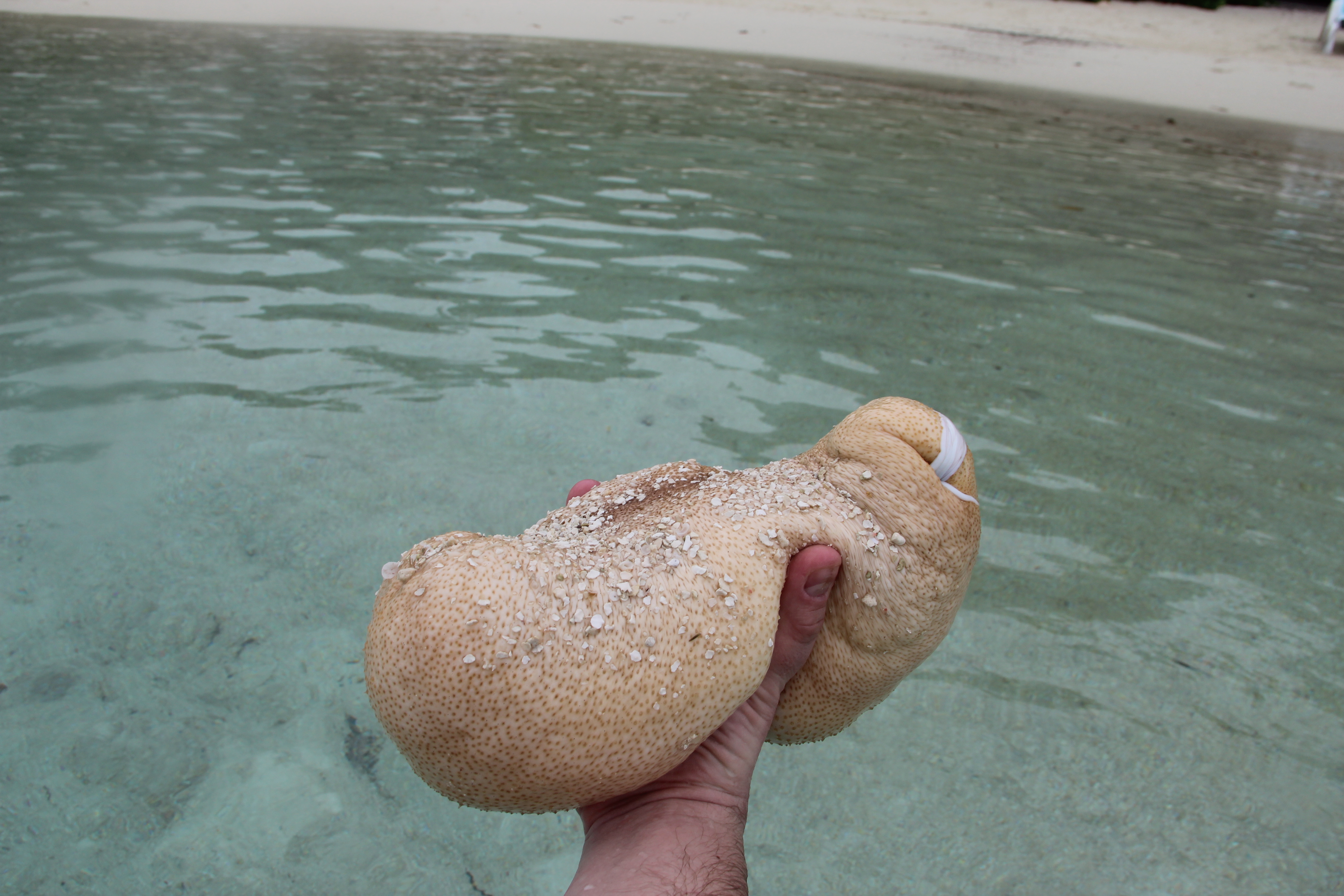
Bohadschia vitiensis tenue en main. On aperçoit les tubes sortant du cloaque sur la droite.

## Usages détournés
Les Polynésiens se servent de ces filaments mous et résistants, en les enroulant sur leurs pieds, pour marcher sur les récifs de coraux.
Les touristes s'amusent parfois de ce mécanisme de défense d'allure scabreuse[réf. nécessaire]; cependant son déclenchement affaiblit beaucoup l'animal et le rend vulnérable, ses tubes mettant un certain temps à se régénérer (suivant l'espèce) : ce genre de pratique récréative est ainsi délétère pour l'animal.